# Famille von Raison
 (mai 2018).
 (avril 2020).
Pour les articles homonymes, voir Raison (homonymie).
La famille von Raison est une famille de noblesse germano-balte. Le plus vieux parent connu est Jean Ferdinand Raison, un réfugié de Paris.

## Historique
Frédéric-Guillaume II de Prusse a élevé Friedrich Wilhelm Raison, fils de Jean Ferdinand Raison, à la noblesse le 21 octobre 1787.